# Ferdinando II d'Aragona
Ferdinando II di Trastàmara, detto Ferdinando il Cattolico (Ferran in catalano, Fernando in castigliano e in aragonese e in basco; Sos, 10 marzo 1452 – Madrigalejo, 23 gennaio 1516), è stato, con il titolo di Ferdinando II di Aragona, il primo re di Spagna: con la moglie Isabella I di Castiglia, essi unirono le corone di Spagna in unione dinastica.
Fu re di Sicilia, dal 1468 al 1516 come Ferdinando II; re consorte di Castiglia dal 1474 al 1504 come Ferdinando V; re d'Aragona, Valencia, Sardegna, Maiorca e titolare di Corsica, conte di Barcellona e delle contee catalane dal 1479 al 1516 come Ferdinando II; re di Napoli come Ferdinando III dal 1504 al 1516; reggente di Castiglia dal 1507 al 1516 e re dell'Alta Navarra dal 1512 al 1516.

## Biografia

### Infanzia
Figlio secondogenito (ma unico maschio) del principe di Castiglia e León e d'Aragona, re di Navarra e futuro re della corona d'Aragona e di Sicilia, Giovanni II, e della sua seconda moglie, Giovanna Enríquez. Dal lato materno, Ferdinando aveva parziali ascendenze ebraiche. Ferdinando era fratellastro dei re e regine di Navarra, Carlo IV (Solo de jure), Bianca (Solo de jure) ed Eleonora e cugino di Maria Enriquez de Luna, moglie di Giovanni Borgia, II Duca di Gandia.
Al momento della sua nascita, la madre, che si trovava in Navarra, si trasferì oltre il confine, per farlo nascere in Aragona. In quello stesso anno (1452), suo padre vinceva la battaglia di Aibar contro il figlio (fratellastro di Ferdinando) Carlo di Viana, al quale aveva usurpato il trono di Navarra, obbligandolo ad andare in esilio a Napoli, dallo zio e fratello di Giovanni, il re della corona d'Aragona e di Napoli Alfonso V. Morto Alfonso V, nel 1458, Giovanni divenne Giovanni II, re della corona d'Aragona, mentre Carlo, riappacificato col padre, rientrò in Navarra, dove, appena rientrato (1459), intavolò trattative per unirsi in matrimonio con la sorellastra del re di Castiglia Enrico l'Impotente, Isabella di Castiglia; ma Giovanni e soprattutto la matrigna, Giovanna Enríquez, si opposero, perché nelle loro intenzioni Isabella avrebbe dovuto sposare il loro figlio Ferdinando, di sette anni.
Carlo, nel 1460, fu arrestato e tenuto in prigione finché le Corts catalane si riunirono il 25 febbraio del 1461 e decretarono che Giovanni dovesse liberare il figlio, cosa che egli fece immediatamente, ed inoltre gli imposero il concordato di Vilafranca, del 21 giugno 1461, in cui Carlo risultava essere il re legittimo di Navarra, luogotenente della Catalogna ed erede della corona d'Aragona. Carlo, però, il 23 settembre di quello stesso anno, morì, circa tre mesi dopo avere ottenuto ciò che gli spettava. La sua morte fu attribuita alla regina Giovanna, che lo avrebbe fatto avvelenare per agevolare suo figlio, Ferdinando, che immediatamente fu nominato luogotenente della Catalogna ed erede della corona d'Aragona.

### Giovinezza e guerra civile catalana
Ferdinando e la madre, la regina Giovanna, che si trovavano in Catalogna quando le cortes catalane dichiararono che il re e la regina non dovevano entrare in Catalogna senza il permesso delle Corts stesse, si rifugiarono nel castello di Gerona. All'inizio del 1462 i realisti catalani si raccolsero in armi e il re Giovanni chiese, col trattato di Bayonne del maggio 1462, al re di Francia Luigi XI l'aiuto dell'esercito francese (in cambio delle contee del Rossiglione e della Cerdagna), mentre le Corts catalane o Generalitat (Diputació del General) organizzavano un esercito, che si diresse su Girona, dove si trovava la regina Giovanna. Quest'ultima, assediata nella città, la difese molto coraggiosamente assieme ai suoi sostenitori, tanto da permettere l'intervento del re Giovanni, che col suo esercito obbligò i catalani a togliere l'assedio.
Mentre il re Giovanni organizzava il suo esercito composto da aragonesi, catalani e francesi, per schiacciare la rivolta, la Generalitat (le Corts catalane) emanò un decreto che dichiarava sia Giovanni che la regina nemici della Catalogna. Nel frattempo, per sostituire Giovanni, cercava un sovrano a cui offrire la corona del regno di Aragona, tra i discendenti degli aspiranti alla corona, vacante alla morte del re Martino I di Aragona, nel 1410. La questione fu decisa da un arbitrato, che portò al compromesso di Caspe, del 1412. La Generalitat offrì il trono prima (1462) al re di Castiglia, Enrico IV, poi (1463) al conestabile del Portogallo, Pietro, ed infine (1466) al conte di Provenza, Renato d'Angiò, e la guerra si protrasse per dieci anni sino al 1472.

#### Re di Sicilia
Nel 1468 il padre nominò Ferdinando re del regno di Sicilia, che fu incoronato il 10 luglio a Saragozza.
Nel 1469 fu coronato il sogno della madre Giovanna, deceduta un anno prima, combinando il matrimonio di Ferdinando II di Aragona con Isabella la Cattolica, sorellastra del re di Castiglia e León Enrico IV. Il 19 ottobre del 1469, a Valladolid, Ferdinando sposò la cugina Isabella, infanta di Castiglia e figlia del re di Castiglia e León Giovanni II (figlio del re di Castiglia e León Enrico III e di Caterina di Lancaster) e di Isabella del Portogallo, figlia del contestabile del Portogallo, Giovanni d'Aviz e di Isabella di Braganza, figlia del primo duca di Braganza Alfonso I.

### Guerra civile castigliana

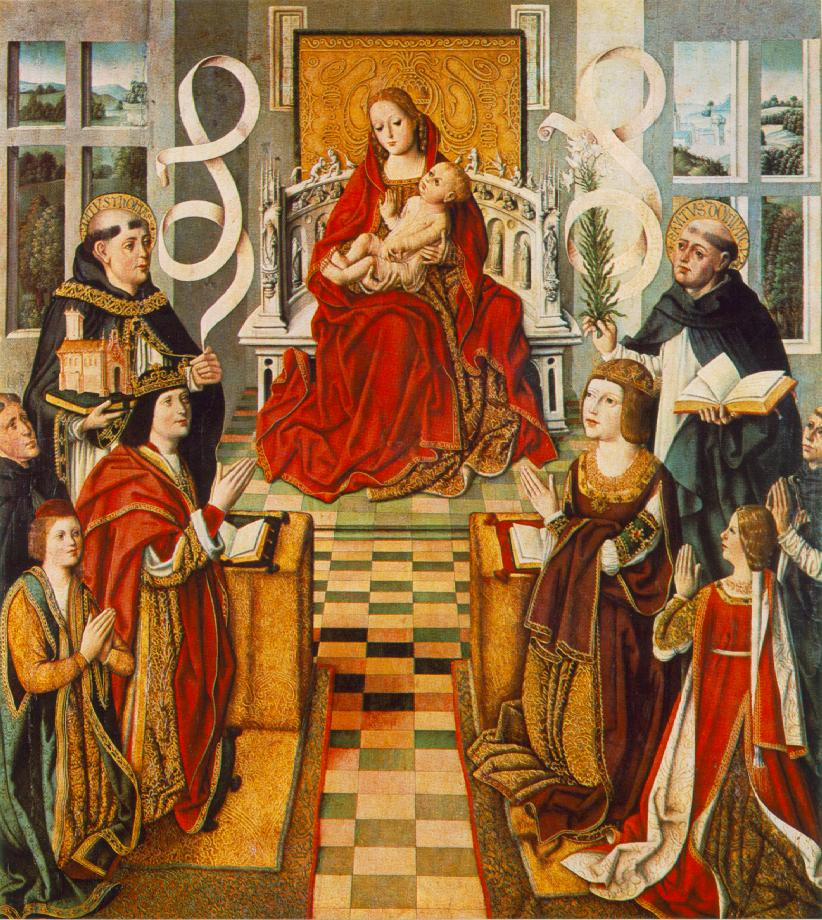
Madonna dei Re Cattolici, pittura del 1490-95; Ferdinando II ed il principe Giovanni alla destra della Madonna ed Isabella alla sinistra.

Il matrimonio fra Ferdinando e Isabella non fu approvato da Enrico IV, che ritrattò la designazione ad erede del trono di Castiglia della propria sorellastra Isabella e giurò pubblicamente, assieme alla moglie, che Giovanna la Beltraneja era sua figlia legittima e la proclamò erede al trono, con la "cerimonia de la Val de Lozoya", un prato vicino a Buitrago. Alla morte del fratellastro Enrico IV nel 1474 Isabella il 13 dicembre fu proclamata regina di Castiglia e Ferdinando divenne re consorte col nome di Ferdinando V di Castiglia, mentre la Beltraneja, che ugualmente reclamava la corona di Castiglia, era stata promessa ad Alfonso V del Portogallo.

Bandiera di Alfonso V e Giovanna, la Beltraneja durante la loro pretesa al regno di Castiglia.

Immediatamente il re del Portogallo, Alfonso V, dichiarato re di Castiglia e León dai partigiani della moglie, nonostante Isabella fosse già stata incoronata regina col marito Ferdinando, invase la Castiglia (estate del 1475), per difendere i diritti di sua moglie; lo scontro decisivo avvenne nei pressi di Toro, la città in cui si era insediata e dove teneva la corte Giovanna la Beltraneja; il 1º marzo 1476, nella battaglia di Toro, Ferdinando, comandante dell'esercito castigliano, mise in fuga Alfonso che, vedendo che i suoi sostenitori in Castiglia diminuivano, si ritirò in Portogallo con la moglie, che era scortata dal figliastro, Giovanni, erede al trono del Portogallo.
La pace fu siglata ad Alcáçovas (Viana do Alentejo), il 4 settembre del 1479, dal figlio Giovanni, in quanto Alfonso V si era da tempo ritirato nel convento di Varatojo a Torres Vedras; il trattato venne controfirmato dai Re Cattolici a Toledo nel marzo del 1480. Con esso il sovrano del Portogallo Alfonso V e la moglie Giovanna rinunciavano ad ogni pretesa sul regno di Castiglia e sulle isole Baleari e sulle isole Canarie mentre i regni di Castiglia e Aragona rinunciavano a Madera, alle Azzorre e alle isole di Capo Verde ed inoltre lasciavano al Portogallo tutte le terre a sud del Capo Bojador.

### Governo di Castiglia e d'Aragona e conquista di Granada

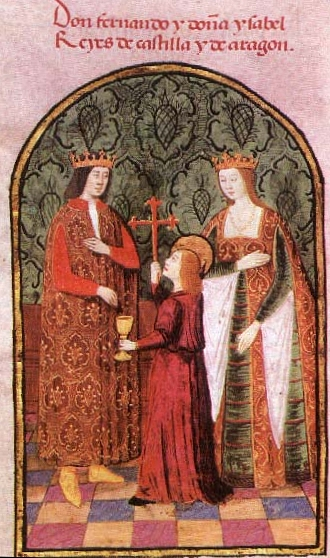
I Re Cattolici di Spagna.

Alla morte del padre, il 20 gennaio 1479, Ferdinando oltre che re di Sicilia era divenuto re di Aragona (Ferdinando II) e, nello stesso anno, fu decretata l'unione de facto della Castiglia con la Corona d'Aragona, ma mentre in Aragona Ferdinando governava da solo, in Castiglia, per il contratto di matrimonio (capitulaciones), ad Isabella era riservata l'amministrazione mentre la giustizia era amministrata congiuntamente; se si trovavano entrambi nello stesso posto, le ordinanze reali venivano firmate da entrambi; le monete recavano insieme le due effigi e i sigilli reali portavano le armi delle due casate; infine Ferdinando, chiamato anche Ferdinando V di Castiglia, si occupava della politica estera. Raramente Ferdinando rientrò in Aragona; di fatto svolse tutte le sue attività in Castiglia.
A partire dal 1481 Ferdinando si occupò della conquista del regno dei Nasridi del Sultanato di Granada, dove mise in mostra le sue doti diplomatiche e le sue attitudini militari, già dimostrate nella guerra civile castigliana. La cosiddetta guerra di Granada fu caratterizzata da molteplici assedi ed ebbe successo anche per le riforme che Ferdinando apportò al suo esercito, le varie città di Ronda, Loja, Malaga, Baza caddero una dopo l'altra e terminò nel 1492, con la capitolazione dell'ultimo ridotto musulmano della penisola iberica, la città di Granada, il 2 gennaio 1492. Sullo slancio della vittoria, Ferdinando conquistò in seguito anche Melilla e le Canarie. Dopo la caduta di Granada, papa Innocenzo VIII (1484-1492) conferì ad Isabella ed al marito Ferdinando il titolo di "Maestà cattolica". Da allora, Ferdinando e Isabella furono chiamati "los Reyes Católicos". In cambio, Isabella fece omaggio al successore d'Innocenzo, lo spagnolo Alessandro VI Borgia (1492-1503), del primo oro arrivato dalle Americhe, del quale fu rivestito il soffitto della Basilica di Santa Maria Maggiore.
Ferdinando introdusse l'Inquisizione in Castiglia nel 1480 e quattro anni dopo anche in Aragona. Inoltre Ferdinando introdusse il principio della conformità religiosa, per cui furono decretate (decreto di Granada del 31 marzo 1492) l'espulsione di tutti gli ebrei che non accettavano di convertirsi al cristianesimo o salvo battesimo (salvo bautismo) e la conversione forzosa degli abitanti del regno di Granada, nel 1503, ai quali però la regina, Isabella, aveva garantito il diritto alla libertà religiosa al momento della capitolazione del regno di Granada.
La conquista di Granada riuscì ad eliminare le contestazioni interne e fece guadagnare prestigio ai regni di Castiglia e Aragona agli occhi degli altri regni cristiani. In quegli stessi anni, Ferdinando, centralizzò l'amministrazione dello stato, diminuendo il potere delle Cortes, che nel periodo, dal 1488 al 1497, furono convocate una sola volta.

### Disputa col Portogallo

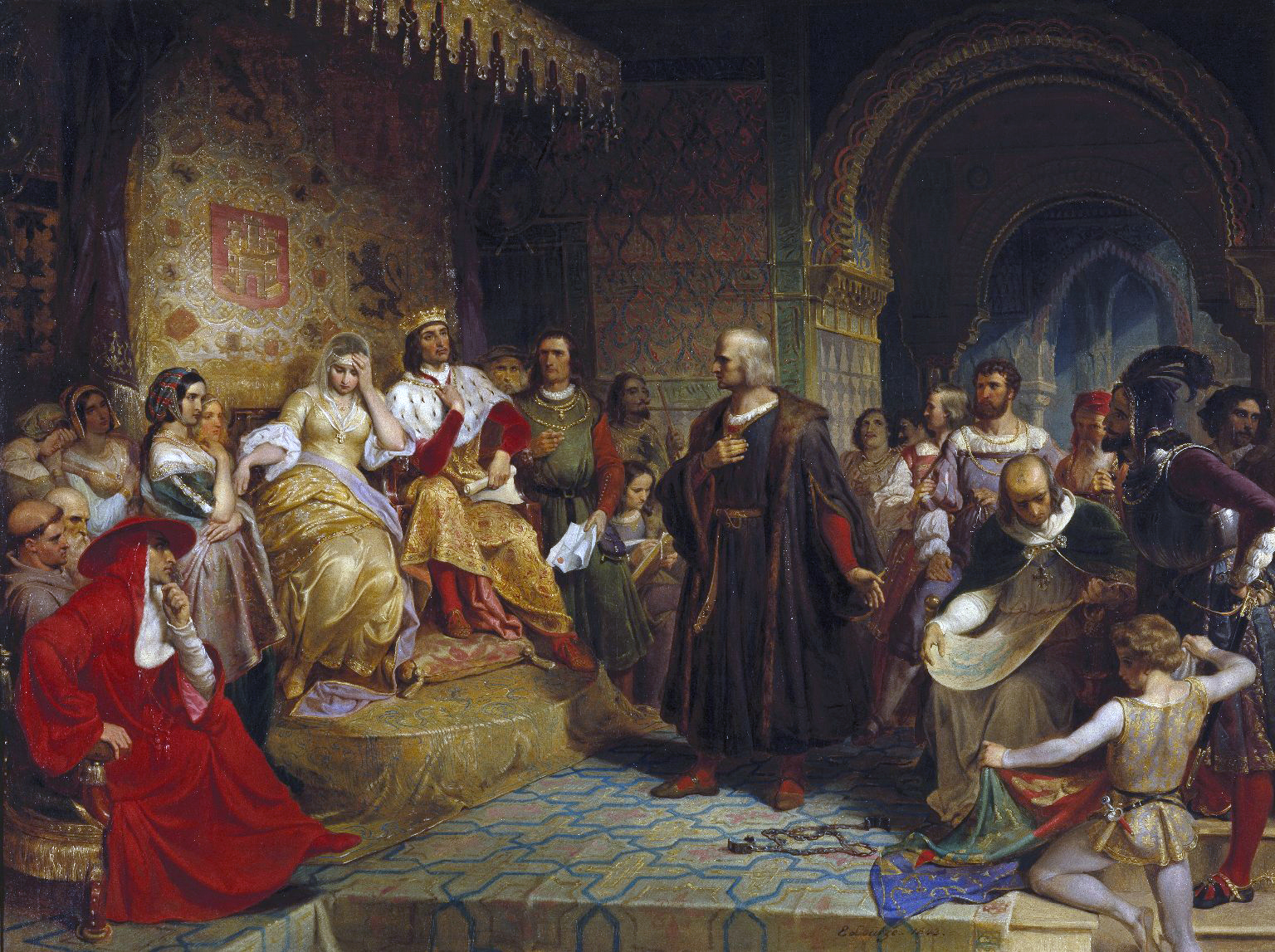
Cristoforo Colombo, innanzi al trono dei Re Cattolici (Opera di Emanuel Leutze e conservata presso il Brooklyn Museum).

Cristoforo Colombo aveva sottoposto il suo piano di circumnavigare la terra, per arrivare in India, al re del Portogallo, Giovanni II, ma quest'ultimo non aveva buoni motivi per ritenere che il progetto da lui seguito di doppiare l'Africa avrebbe portato a risultati sicuri, per cui le Americhe furono scoperte per conto dei Re Cattolici di Castiglia e Aragona. Ma al ritorno di Colombo dopo il primo viaggio, Giovanni II ebbe il sospetto che, secondo il trattato di Toledo del 1480, la scoperta fosse avvenuta nella zona di influenza del Portogallo, che intendeva inviare nelle terre scoperte delle caravelle.
Ferdinando II di Aragona propose di risolvere la questione con un negoziato, ma, prima di iniziarlo, convinse papa Alessandro VI Borgia, spagnolo di nascita, ad emettere una bolla (Inter Caetera, 4 maggio 1493), secondo la quale tutte le terre ad ovest ed a sud di una linea tracciata a cento leghe dalle isole del Capo Verde alle Azzorre, sarebbero appartenute alla Spagna. Il 26 settembre il papa emise una nuova bolla ancora più penalizzante per il Portogallo. Giovanni II alla guerra preferì la trattativa, che portò al Trattato di Tordesillas (firmato a Tordesillas, in Castiglia, il 7 giugno 1494) che divise il mondo al di fuori dell'Europa in un duopolio esclusivo tra la Spagna ed il Portogallo. Il trattato venne ratificato dalla Spagna il 2 luglio, e dal Portogallo il 5 settembre 1494.

### Politica italiana
Dal 1492 concentrò la sua attività prima verso la Francia, e col trattato di Barcellona del 1493, recuperò dal regno di Francia le contee del Rossiglione e della Cerdagna, cedute da suo padre Giovanni II al re di Francia, Luigi XI, nel 1463. Poi si rivolse all'Italia, per opporsi al tentativo francese di annessione del Regno di Napoli, organizzò la guerra contro le truppe del generale Bérault Stuart d'Aubigny, inviando, nel 1494, Gonzalo Fernández de Córdoba, che si era distinto nella presa di Granada, nominato Gran Capitano, che un anno dopo il suo arrivo nella penisola, nel 1495 subì una sconfitta a Seminara combattendo contro d'Aubigny.
Subito dopo tale sconfitta, il re Ferdinando si rifugiò a Palma (Palmi). Riuscì però, nel 1496, ad ottenere la rivincita sul campo di battaglia e a ricacciare le truppe francesi sino in Calabria. Nel 1500 Gonzalo Fernández de Córdoba tornò in Italia per ottemperare al trattato segreto che Francia e Spagna avevano stipulato a Granada per spartirsi il Regno di Napoli. Entrati nuovamente in rotta di collisione gli eserciti francese e spagnolo, nel 1503, Gonzalo Fernández de Córdoba stabilì il suo esercito a Barletta (dove il 13 febbraio si combatté la famosa disfida tra italiani e francesi), per attendere i rinforzi e sconfisse i francesi per due volte, a Cerignola e sul Garigliano, riuscendo così a completare, nel 1503, la conquista dell'intero Regno di Napoli in favore della Spagna.
Ferdinando, nel 1504, assunse anche il titolo di re di Napoli, col nome Ferdinando III di Napoli e col nome Ferdinando II di Sicilia. Il papa Giulio II, che temeva che gli appetiti territoriali di Ferdinando lo portassero a conquistare anche parte degli stati pontifici, gli confermò il titolo di Re Cattolico, esteso anche alla moglie Isabella. Partecipò alla Lega di Cambrai, formata il 10 dicembre 1508 per combattere contro la Repubblica di Venezia. La Lega doveva essere sotto la guida di papa Giulio II. Ad essa aderirono, oltre al pontefice e a Ferdinando, Luigi XII di Francia, l'imperatore Massimiliano I e il Duca di Ferrara Alfonso I d'Este. La Lega combatté le forze veneziane dal 1508 al 1511.
Infine Ferdinando il Cattolico fu il promotore della Lega Santa, alleanza (1511-1512) col pontefice Giulio II, la Repubblica di Venezia e il re Enrico VIII d'Inghilterra contro Luigi XII di Francia.

### Reggente in Castiglia e conquista dell'Alta Navarra
Alla morte di Isabella avvenuta il 26 novembre 1504 l'erede legittima al trono sarebbe stata la figlia terzogenita Giovanna di Castiglia e la reggenza venne rivendicata sia dal marito, Filippo il Bello che dal padre Ferdinando. Poi, pur essendo stati unificati, i regni di Castiglia e di Aragona, anche de jure, dando vita al Regno di Spagna, i due si accordarono per un governo separato: in Castiglia Filippo; in Aragona, che comprendeva anche il Regno di Napoli e quello di Sicilia, Ferdinando, che si stabilì a Napoli. Nel 1506 Filippo il Bello morì e dopo un breve periodo di reggenza del cardinale Francisco Jiménez de Cisneros, Ferdinando fu chiamato dalle cortes castigliane a tenere la reggenza di Castiglia per conto della figlia, Giovanna, il cui stato mentale era ulteriormente peggiorato.
L'anno prima (1505), Ferdinando aveva sposato Germana de Foix, la figlia secondogenita dell'infante di Navarra, visconte di Narbona e conte di Étampes, Giovanni e di Maria d'Orléans. Germana era perciò cugina dei re di Navarra Francesco Febo e Caterina, da parte di padre e quindi era nipote di Luigi XII di Francia, da parte di madre. Questo matrimonio fu il frutto dell'alleanza tra Ferdinando e il padre di Germana, Giovanni, che, durante la guerra civile di Navarra (1484-1494), aveva avuto il supporto del re della Corona d'Aragona. Nel 1507 Ferdinando iniziò una guerra di conquista nel Nordafrica, e le truppe spagnole conquistarono Peñón de Vélez de la Gomera, nel 1508, Orano, nel 1509, Béjaïa, nel 1510, che portò alla sottomissione di Algeri e al riconoscimento della sovranità spagnola da parte dei re di Tunisi e di Tlemcen, ed infine, nel 1511, fu conquistata Tripoli.
Però, nello stesso anno, la successiva sconfitta spagnola all'isola di Gerba fermò l'avanzata spagnola per diversi anni. Nel novembre 1511 Ferdinando ed Enrico VIII nella prospettiva di costituire la Lega Santa firmarono il Trattato di Westminster che stabiliva un patto di mutuo soccorso contro il nemico comune, la Francia. Ferdinando, re d'Aragona e reggente di Castiglia, venne a conoscenza del fatto che, nel 1512, Caterina di Navarra ed il marito, Giovanni d'Albret, a Blois, avevano siglato un patto col re di Francia, Luigi XII. Questo patto prevedeva una clausola segreta che vietava il passaggio delle truppe castigliane sul suolo navarrese.
Ferdinando chiese il permesso di passaggio sul suolo navarrese per attaccare la Francia; ottenuto un rifiuto, dichiarò guerra a Caterina, il 25 luglio 1512 l'esercito castigliano entrava in Pamplona ed in capo a due mesi la Navarra a sud dei Pirenei era conquistata. L'entrata delle truppe spagnole in Navarra era stata preceduta da una bolla di papa Giulio II, che scomunicava Caterina e Giovanni e li privava dei loro titoli e dei loro territori. Una seconda bolla del 18 gennaio 1513 confermava la scomunica e assegnava i territori a chiunque li avesse conquistati (cioè Ferdinando II). Sembra che le intenzioni di Ferdinando non fossero di annettere la Navarra al regno di Spagna, ma finita la disputa con la Francia, di restituirla a Caterina, ed in quell'ottica propose un matrimonio tra il principe di Viana, Enrico II di Navarra, erede al trono di Navarra e una principessa di Spagna. Caterina ed il marito non solo rifiutarono ma fecero arrestare l'ambasciatore spagnolo, che fu consegnato ai francesi. Solo allora Ferdinando procedette all'annessione. Di fatto il regno di Navarra era stato diviso in due parti:
- la Bassa Navarra, la parte del regno a nord dei Pirenei che rimase in possesso della regina Caterina e continuò ad essere legata alla Francia
- l'Alta Navarra, la parte del regno a sud dei Pirenei che fu annessa alla corona d'Aragona e il 23 marzo 1513, le cortes di Pamplona dichiararono l'annessione al regno d'Aragona e poi, nel 1515, le cortes castigliane, a Burgos, dichiararono l'Alta Navarra parte del regno castigliano, la nascente Spagna.

Comunque il regno di Navarra mantenne le sue leggi e le sue autonomie, almeno sino al XVIII secolo, nell'ambito del regno di Spagna.

### Morte

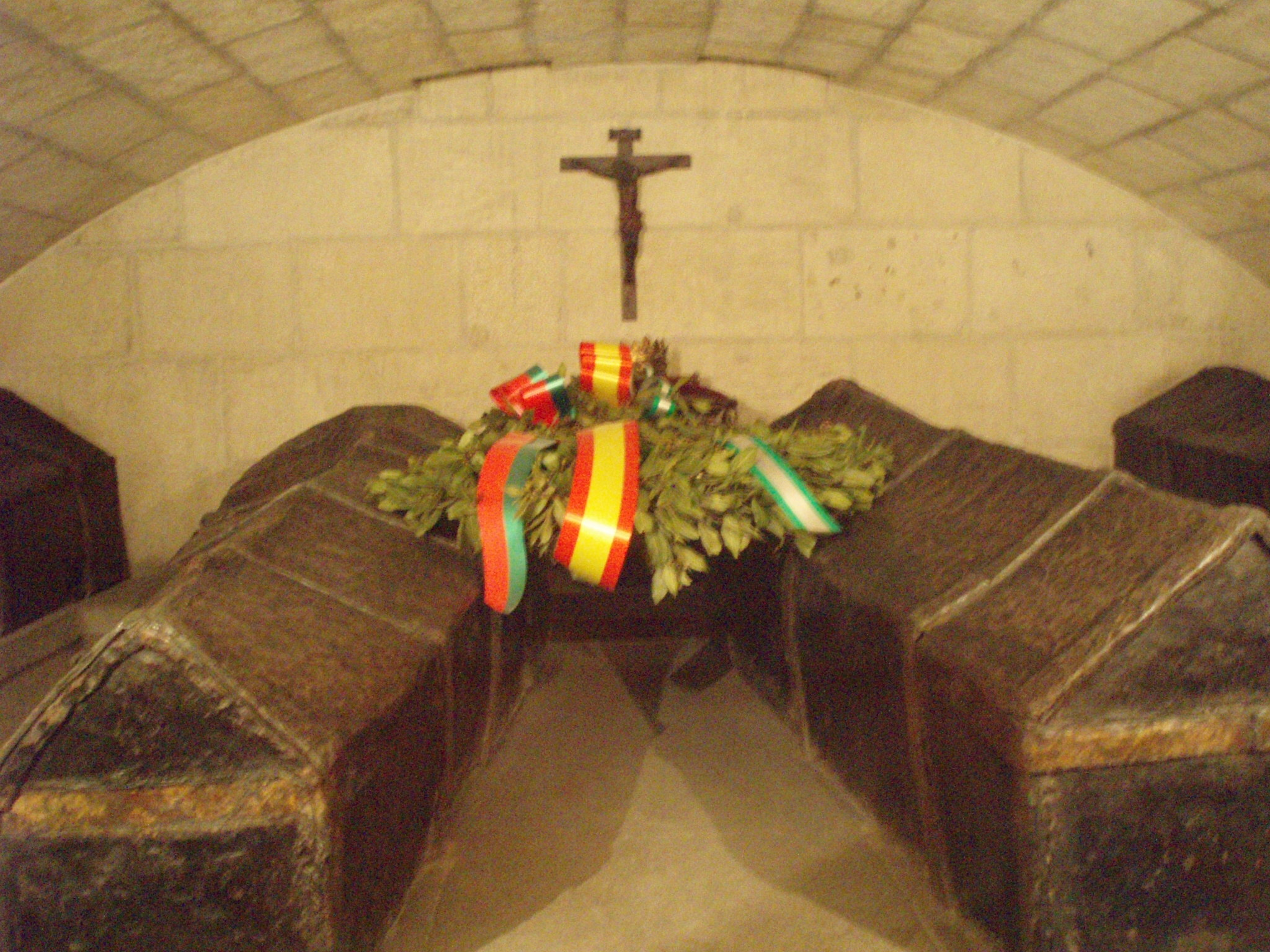
Cattedrale di Granada: cripta coi sarcofaghi (al centro) di Ferdinando II e di Isabella I.

Ferdinando morì il 23 gennaio del 1516 e gli successe il nipote Carlo di Gand col titolo di Carlo I di Spagna e in seguito Carlo V Imperatore del Sacro Romano Impero. Attualmente Ferdinando è sepolto nella Cappella reale di Granada, un fastoso sepolcro nel centro della città che fu profanato durante l'invasione francese del 1800, costruito proprio dal suo successore Carlo I di Spagna. Nel sepolcro si trovano anche la moglie Isabella di Castiglia; la figlia Giovanna la Pazza con suo marito Filippo il Bello e la figlia prediletta di Isabella, Isabella, regina del Portogallo col figlioletto Michele della Pace d'Aviz. Nel museo della Cappella Reale si trovano la corona e lo scettro della regina Isabella.

## Rappresentazioni di Ferdinando

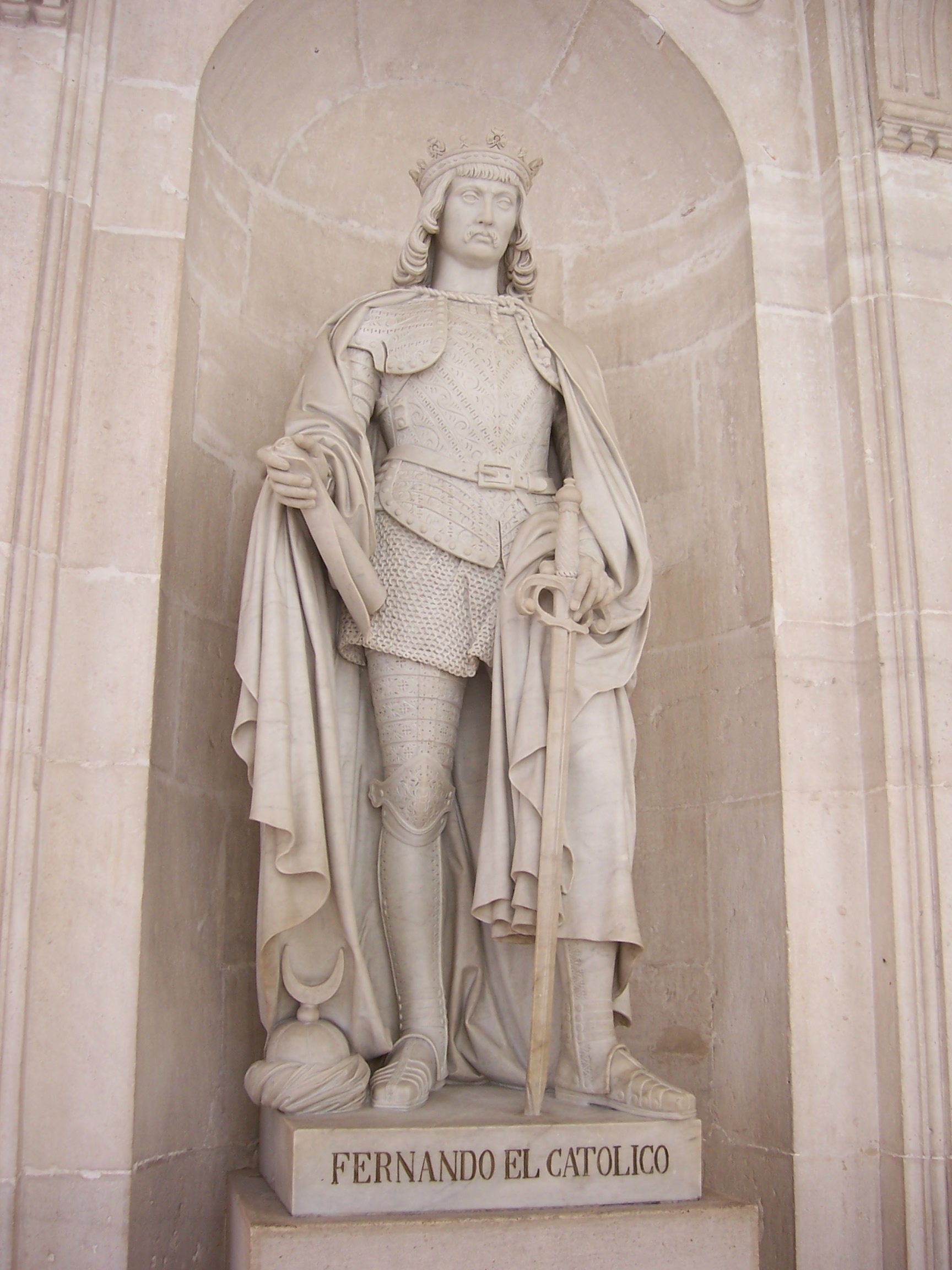
Ferdinando II al Palazzo reale di Madrid.
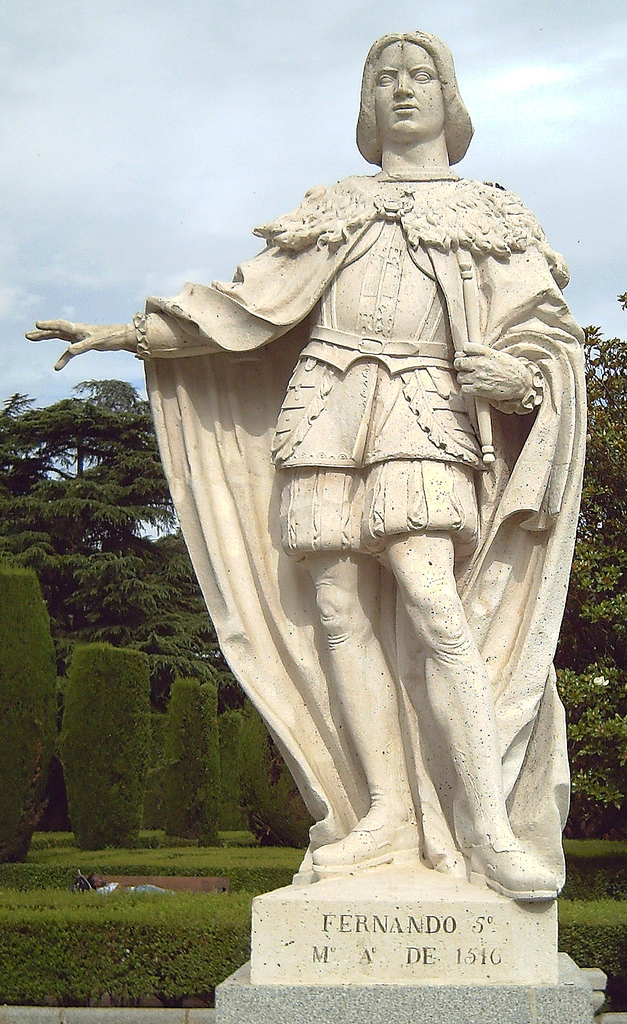
Statua di Ferdinando II a Madrid (Juan de León, 1753).
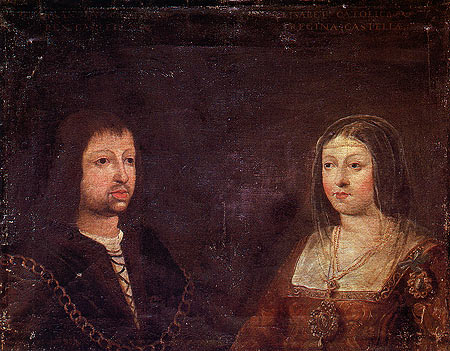
Ritratto matrimoniale del Re Ferdinando II d'Aragona e della regina Isabella di Castiglia.

## Discendenza
Dal matrimonio con Isabella nacquero 5 figli:
- Isabella (1470–1498), principessa delle Asturie (1497–1498). Sposò in prime nozze Afonso, principe del Portogallo, alla morte di questi ne sposò il cugino il principe Manuele, il futuro re Manuele I del Portogallo. Morì di parto dopo aver dato alla luce suo figlio Miguel da Paz (Michele della Pace), principe ereditario sia di Portogallo che di Spagna che, a sua volta, morì nell'infanzia.
- un figlio maschio abortito il 31 maggio 1475 a Cebreros
- Giovanni (1478–1497), principe delle Asturie (1478–1497). Sposò Margherita d'Asburgo (figlia dell'imperatore Massimiliano I). Morì di tubercolosi ed il figlio postumo avuto da Margherita nacque morto.
- Giovanna I (1479–1555), principessa delle Asturie (1500–1504), regina di Castiglia (1504–1555), regina d'Aragona (1516–1555). Sposò Filippo I (Filippo il bello; figlio dell'Imperatore Massimiliano I); e fu madre del re Carlo I di Spagna (più noto col nome di Carlo V come Imperatore del Sacro Romano Impero). Ferdinando la fece dichiarare mentalmente instabile e fu incarcerata da lui, e poi da suo figlio, a Tordesillas per oltre 50 anni. Suo nipote, Filippo II di Spagna, fu incoronato nel 1556.
- Maria (1482–1517). Sposò re Emanuele I di Portogallo, vedovo della sorella Isabella, e fu la madre di re Giovanni III del Portogallo e del cardinale-re, Enrico I del Portogallo.
- Gemello nato morto di Maria. Nacque il 1º luglio 1482 all'alba, ma le fonti discordano sul genere.
- Caterina, regina d'Inghilterra, (1485–1536). Sposò in prime nozze Arturo, principe di Galles, figlio ed erede di re Enrico VII d'Inghilterra e, rimasta vedova, ne sposò il fratello, nel frattempo salito al trono come Enrico VIII, che anni dopo la ripudiò dando origine allo Scisma Anglicano.

Con la sua seconda moglie, Germana de Foix, nipote di Luigi XII di Francia (che egli sposò il 19 ottobre 1505 a Blois), Ferdinando ebbe un solo figlio:
- Giovanni, principe di Gerona, che visse un solo giorno, a Valladolid, il 3 maggio 1509.

Ferdinando ebbe anche quattro figli illegittimi:
- Alfonso (Cervera 1470-Lécera 1520), figlio di Aldonza Ruiz de Iborre y Alemany, che fu arcivescovo di Saragozza e Valencia e fu anche reggente della Corona d'Aragona, tra il 1517 e il 1520.
- Giovanna (1471-prima del 1522), figlia di Giovanna Nicolau, che sposò il primo Duca di Frias, Bernardino Fernández de Velasco (1451-1512).
- Maria (?-1535), figlia di Toda di Larrea, che fu suora a Madrigalejo
- Maria (?-Madrigalejo 1548), figlia di una discendente della famiglia Pereira, che fu suora a Madrigalejo.

## Nella cultura di massa

### Televisione
- Isabel (serie televisiva) (2012) e La corona partida, interpretato da Rodolfo Sancho.

## Ascendenza
|                                      |                  |                                                              | Genitori                                                         |  |  | Nonni |  |  | Bisnonni                |  |  | Trisnonni              |  |
|                                      |                  |                                                              |                                                                  |  |  |       |  |  | Giovanni I di Castiglia |  |  | Enrico II di Castiglia |  |
|                                      |                  |                                                              |                                                                  |  |  |       |  |  | Giovanni I di Castiglia |  |  | Enrico II di Castiglia |  |
|                                      |                  | Giovanna Manuele                                             |                                                                  |  |  |       |  |  | Giovanni I di Castiglia |  |  |                        |  |
| Ferdinando I d'Aragona               |                  |                                                              |                                                                  |  |  |       |  |  | Giovanni I di Castiglia |  |  |                        |  |
|                                      |                  | Leonor d'Aragona                                             | Pietro IV di Aragona                                             |  |  |       |  |  |                         |  |  |                        |  |
|                                      |                  | Leonor d'Aragona                                             | Pietro IV di Aragona                                             |  |  |       |  |  |                         |  |  |                        |  |
|                                      |                  | Leonor d'Aragona                                             | Eleonora di Sicilia                                              |  |  |       |  |  |                         |  |  |                        |  |
| Giovanni II d'Aragona                |                  | Leonor d'Aragona                                             |                                                                  |  |  |       |  |  |                         |  |  |                        |  |
|                                      |                  | Sancho d'Alburquerque                                        | Alfonso XI di Castiglia                                          |  |  |       |  |  |                         |  |  |                        |  |
|                                      |                  | Sancho d'Alburquerque                                        | Alfonso XI di Castiglia                                          |  |  |       |  |  |                         |  |  |                        |  |
|                                      |                  | Sancho d'Alburquerque                                        | Eleonora di Guzmán                                               |  |  |       |  |  |                         |  |  |                        |  |
| Eleonora d'Alburquerque              |                  | Sancho d'Alburquerque                                        |                                                                  |  |  |       |  |  |                         |  |  |                        |  |
|                                      |                  | Beatriz del Portogallo                                       | Pietro I del Portogallo                                          |  |  |       |  |  |                         |  |  |                        |  |
|                                      |                  | Beatriz del Portogallo                                       | Pietro I del Portogallo                                          |  |  |       |  |  |                         |  |  |                        |  |
|                                      |                  | Beatriz del Portogallo                                       | Inés de Castro                                                   |  |  |       |  |  |                         |  |  |                        |  |
| Ferdinando II d'Aragona              |                  | Beatriz del Portogallo                                       |                                                                  |  |  |       |  |  |                         |  |  |                        |  |
|                                      | Alfonso Enríquez | Federico Alfonso, Signore di Haro                            |                                                                  |  |  |       |  |  |                         |  |  |                        |  |
|                                      | Alfonso Enríquez | Federico Alfonso, Signore di Haro                            |                                                                  |  |  |       |  |  |                         |  |  |                        |  |
|                                      | Alfonso Enríquez | Paloma                                                       |                                                                  |  |  |       |  |  |                         |  |  |                        |  |
| Federico Enríquez de Mendoza         | Alfonso Enríquez |                                                              |                                                                  |  |  |       |  |  |                         |  |  |                        |  |
|                                      |                  | Juana de Mendoza y Ayala                                     | Pedro González de Mendoza, IX Signore di Mendoza                 |  |  |       |  |  |                         |  |  |                        |  |
|                                      |                  | Juana de Mendoza y Ayala                                     | Pedro González de Mendoza, IX Signore di Mendoza                 |  |  |       |  |  |                         |  |  |                        |  |
|                                      |                  | Juana de Mendoza y Ayala                                     | Aldonza de Ayala y Ceballos                                      |  |  |       |  |  |                         |  |  |                        |  |
| Giovanna Enríquez                    |                  | Juana de Mendoza y Ayala                                     |                                                                  |  |  |       |  |  |                         |  |  |                        |  |
|                                      |                  | Diego Fernández de Córdova, I Signore di Baena               | Gonzalo Fernandez de Cordoba, I Signore di Aguilar               |  |  |       |  |  |                         |  |  |                        |  |
|                                      |                  | Diego Fernández de Córdova, I Signore di Baena               | Gonzalo Fernandez de Cordoba, I Signore di Aguilar               |  |  |       |  |  |                         |  |  |                        |  |
|                                      |                  | Diego Fernández de Córdova, I Signore di Baena               | Maria Garcia Carrillo, II Signora di Villaquirán de las Infantas |  |  |       |  |  |                         |  |  |                        |  |
| Mariana Fernández de Córdoba y Ayala |                  | Diego Fernández de Córdova, I Signore di Baena               |                                                                  |  |  |       |  |  |                         |  |  |                        |  |
|                                      |                  | Inés de Ayala y Toledo, III Signora di Casarrubios del Monte | Pedro Suárez de Toledo, II Signore di Casarrubios                |  |  |       |  |  |                         |  |  |                        |  |
|                                      |                  | Inés de Ayala y Toledo, III Signora di Casarrubios del Monte | Pedro Suárez de Toledo, II Signore di Casarrubios                |  |  |       |  |  |                         |  |  |                        |  |
|                                      |                  | Inés de Ayala y Toledo, III Signora di Casarrubios del Monte | Juana Meléndez de Orozco, II Signora di Pinto                    |  |  |       |  |  |                         |  |  |                        |  |
|                                      |                  | Inés de Ayala y Toledo, III Signora di Casarrubios del Monte |                                                                  |  |  |       |  |  |                         |  |  |                        |  |